# 스타 N 스타

## 특이사항
- E-SPORTS 최초의 드라마
- 10주년 기념 특집으로 방영
- 장현수 vs 최형빈 두 번째 경기 장면은 스타챌린지 2008 A조 패자전 장육 VS 한동욱 경기를 사용
- 방송 이후 2월 24일에 1시간으로 재편성

## 등장 인물
- 엄재경 역 - 엄재경
- 성승헌 역 - 성승헌
- 강 민 역 -  강민
- 최영빈 역 -
- 장현수 역 - 강민석
- 윤사라 역 - 김정민